# トラシメヌス湖畔の戦い

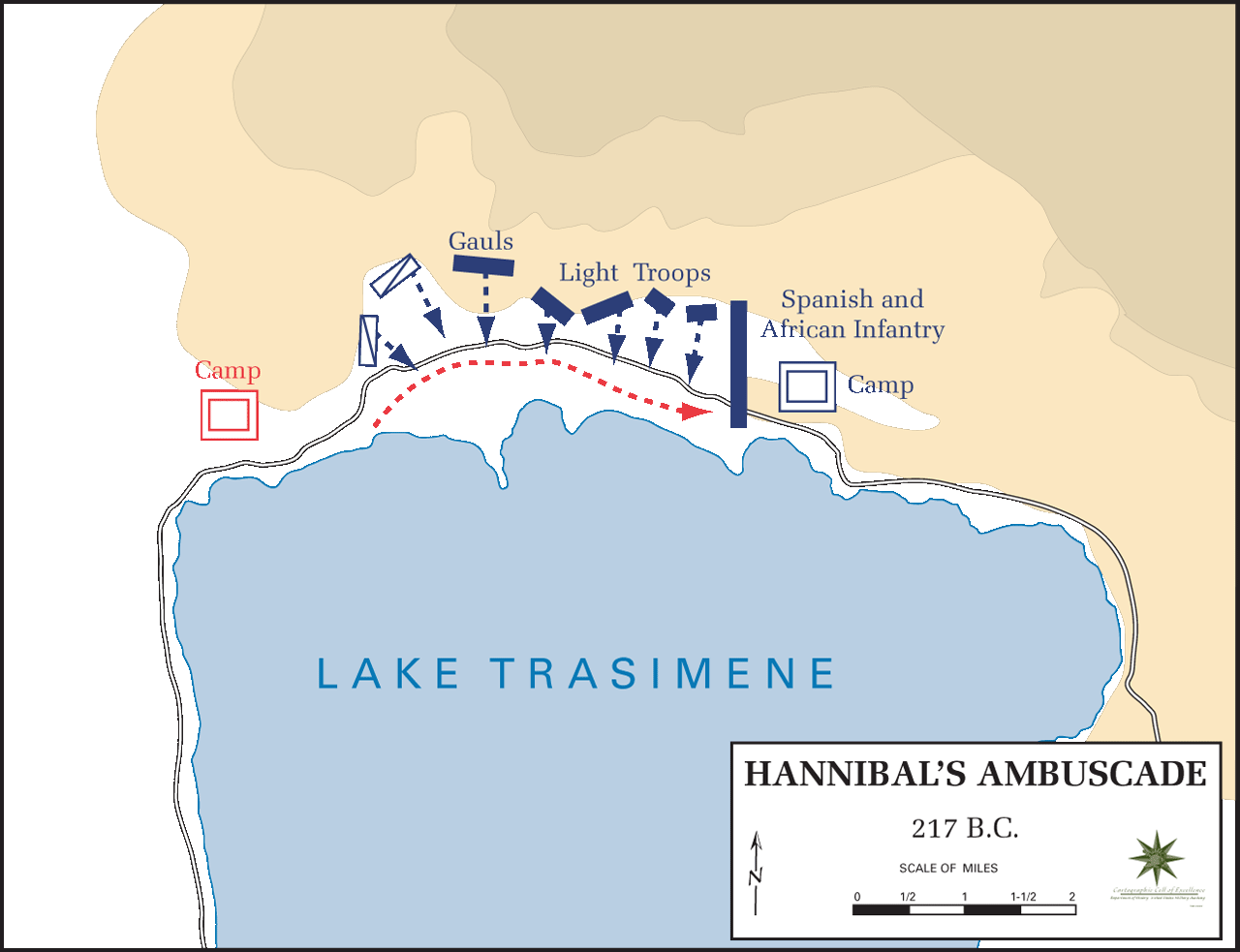
カルタゴ軍の布陣とローマ軍の進路、英語版より

トラシメヌス湖畔の戦い（トラシメヌスこはんのたたかい）は、紀元前217年6月21日にイタリアのトラシメヌス湖畔（現在のトラジメーノ湖）で起こった、共和政ローマ軍とカルタゴ軍の戦いである。ハンニバル率いるカルタゴ軍が、ガイウス・フラミニウス率いるローマ軍を破った。

## 戦闘前
ティキヌスの戦い、トレビアの戦いと連敗を重ねたローマの元老院は、紀元前217年、執政官にガイウス・フラミニウス、グナエウス・セルウィリウス・ゲミヌスの両名を選出し、新たに4個軍団50,000名を動員した。ハンニバルの南下経路が予想できなかったため、両執政官はそれぞれ2個軍団25,000名を率い、セルウィリウスはアレミヌム（現リミニ）へ、フラミニウスはアレティウム（現アレッツォ）へ向かった。
カルタゴ軍はアペニン山脈を越えてフロレンティア（現フィレンツェ）に到着し、ペルシア（現ペルージャ）へ向けて南下した。カルタゴ軍の動きを察知したフラミニウスは、セルウィリウスへ合流の要請を出すとともに、アレティウムを出陣してカルタゴ軍を追った。フラミニウスの意図は、セルウィリウスの軍団とカルタゴ軍を挟撃することにあった。しかし、ハンニバルはこれを予測し、逆に各個撃破の機会を狙っていた。
トラシメヌス湖畔に到達したハンニバルは、ただちに部隊を展開させた。トラシメヌス湖の北岸を通る街道は、丘陵の間を通る隘路であり、迎撃と埋伏に最適な地形だった。ハンニバルは、湖畔の出口側へ重装歩兵を配置し、そこから西へ軽装歩兵、ガリア兵、騎兵の順番で丘陵の陰に隠れるように配置した。重装歩兵が敵の進軍を阻止し、騎兵が退路を遮断、軽装歩兵とガリア兵が敵主力を攻撃して湖へ追い落とすのがハンニバルの意図であった。

## 展開
紀元前217年6月21日（日付は諸説ある）早朝、フラミニウス率いるローマ軍はトラシメヌス湖畔に差し掛かった。この日は濃霧のために視界が悪く、ローマ軍は接触までカルタゴ軍の存在に気が付かなかった。ローマ軍先鋒とカルタゴ軍重装歩兵の戦闘が始まると、直ちにカルタゴ軍騎兵がローマ軍の後方へ回りこみ、退路を断つと同時にローマ軍を前方へ押し込んだ。この時点でローマ軍は大混乱に陥っていたが、丘陵の陰から軽装歩兵とガリア兵が出現すると混乱は頂点に達した。側面奇襲に成功したカルタゴ軍は、長く伸びたローマ軍隊列を分断し、またたくまにこれを壊滅させた。ローマ軍の前衛がカルタゴ軍重装歩兵の戦列を突破したが、逃亡出来たのは6,000名に過ぎなかった。戦闘は3時間で終了した。
この戦いにおけるローマ軍の死者は15,000名を超え、指揮官のフラミニウスも戦死した。一度は逃亡に成功したものたちも、カルタゴ軍の追撃によって大半が降伏に追い込まれた。一方のカルタゴ軍の損害は1,500名から2,000名程度であった。

## 影響
この敗戦はローマに大きな衝撃を与えた。元老院は非常手段としてファビウス・マクシムスを独裁官とし、事態に対処させることとした。ファビウス・マクシムスは巧妙な機動によってハンニバルとの決戦を避け、相手の消耗を待つ持久作戦へシフトした。
ハンニバルは敵の包囲殲滅を狙っていたが、トレビアの戦いに続き、今回も完全な成功とはいえなかった。これは両者の歩兵の質に起因するものだった。ローマ軍は統一された軍隊で結束力が強く、一方のカルタゴ軍は傭兵やガリア兵の混成部隊だったため、戦列の耐久力が低かった。トレビアでもトラシメヌスでも、ローマ軍の重装歩兵はカルタゴ軍戦列の突破に成功していた。ハンニバルはこの戦訓を学び取り、自軍の弱い部分を補う方法を考えた。一方のローマは、2度の大敗を喫したにもかかわらず、敗因の分析を怠った。この両者の姿勢の差が、次のカンナエの戦いで明白な結果となって表れる事となる。

## 参考資料
- 松谷健二『カルタゴ興亡史』